# Bát Lý
Bát Lý (tiếng Trung: 八里區; bính âm: Bālǐ Qū; Bạch thoại tự: Pat-lí-hiong) là một khu (quận) của thành phố Tân Bắc, Trung Hoa Dân Quốc (Đài Loan). Quận giáp với Đài Bắc ở phía đông và là nơi sông Đạm Thủy đổ ra biển. Cảng Đài Bắc mới đang được xây dựng trên địa bàn quận. Bát Lý hiện có tỷ lệ đô thị hóa chưa cao.